# Liste der denkmalgeschützten Objekte in Klobuky
Grundlage dieser Liste der denkmalgeschützten Objekte in Klobuky ist die ÚSKP-Liste (Ústřední seznam kulturních památek České republiky, deutsch Zentrale Liste der Kulturdenkmäler der Tschechischen Republik), die von der tschechischen Denkmalschutzbehörde NPÚ (Národní památkový ústav, deutsch Nationale Denkmalbehörde) seit 1987 geführt wird und an die seit dem Jahr 1850 geschaffenen Listen anschließt.

## Denkmalgeschützte Objekte nach Ortsteilen
| Lage                                                                      | Objekt                              | Beschreibung | ÚSKP-Nr.                  | Bild           |
| ------------------------------------------------------------------------- | ----------------------------------- | --- | ------------------------- | -------------- |
| Klobuky, oberhalb der Ortschaft (Standort)                                | St.-Laurentius-Kirche               | Einschiffiges Gebäude mit einem rechteckigen Chor, einem massiven prismatischen Turm an der nordwestlichen Ecke und einer durch Rahmen unterteilten Fassade. Umgeben von einer Mauer. Ursprünglich wurde eine mittelalterliche Kirche (teilweise im Mauerwerk erhalten) in den Jahren 1729–1735 erweitert; Restauriert im 19. und 20. Jahrhundert | 46593/2-3028 Info Katalog | weitere Bilder |
| Klobuky, in den Feldern an der Landstraße nach Peruc und Telce (Standort) | Steinerner Hirte                    | Der Kultstein aus grobkörnigem Sandstein stammt wahrscheinlich aus der Urzeit. | 20449/2-692 Info Katalog  | weitere Bilder |
| Klobuky, bei den zwei Eichen am Weg von Kobylníků nach Čeradic (Standort) | Statue des Hl. Johannes von Nepomuk | Sandsteinstatue St. Johannes von Nepomuk aus dem Jahr 1706, dargestellt in traditioneller Ikonographie und Kleidung, wurde 2002 gestohlen. Der reich verzierte prismatische Sockel ist erhalten geblieben. | 18933/2-533 Info Katalog  | weitere Bilder |
| Klobuky, Dorfplatz (Standort)                                             | Glockenturm mit Kruzifix            | Ensemble von Glockentürmen mit einem Kreuz aus dem 19. Jahrhundert. | 25715/2-4051 Info Katalog | weitere Bilder |
| Klobuky, nördlicher Teil des Dorfes (Standort)                            | Kirche der Heimsuchung              | Der Kern des Komplexes (Kirche, Leichenschauhaus, Glockenturm, Mauer mit Tor) ist ein einschiffiges Gebäude mit einem fünfeckigen, gezackten Chor und einer klassizistischen Giebelfassade. An der Stelle einer mittelalterlichen Kirche wurde sie in der zweiten Hälfte des 18. Jahrhunderts erbaut.                                             | 28427/2-555 Info Katalog  | weitere Bilder |